# Я — Бетти, дурнушка
«Я — Бетти, дурнушка» (исп. Yo soy Betty, la fea) — колумбийская теленовелла, созданная Фернандо Гаитаном и впервые показывавшаяся на телеканале RCN Televisión с 25 октября 1999 года по 8 мая 2001 года. В главных ролях — Ана Мария Ороско и Хорхе Энрике Абельо.
Сериал был показан во многих странах, где пользовался большим успехом, в том числе во всей Латинской Америке. В 2010 году он вошел в книгу Мировых рекордов Гиннесса как наиболее успешная теленовелла в истории, транслировавшаяся в более чем 180 странах, дублированная на 25 языках и имеющая не менее 28 адаптаций по всему миру.
В 2001 году каналом RCN было снято продолжение истории о Бетти под названием «Экомода» (исп. Ecomoda). Сериал рассказывает о супружеской жизни Беатрис и Армандо, но продолжение уже не вращается вокруг истории их любви, хотя, конечно, им уделяется много внимания. Многие эпизоды не связаны друг с другом, а больше похожи на отдельные маленькие истории, но без потери основного сюжета: о будущих отношениях между Ecomoda и Fashion Group.

## Сюжет
Беатрис Аврора Пинсон Солано (Ана Мария Ороско) — Бетти — молодой и блестящий экономист, однако крайне непривлекательна. Она живёт со своими родителями в Боготе. Поскольку внешность мешает ей устроиться по специальности, Бетти идёт работать секретарём президента в компанию модной одежды «Экомода» в надежде проявить себя и затем перевестись на более высокую должность. Её начальник — недавно назначенный президент Армандо Мендоса (Хорхе Энрике Абельо), жених Марселы Валенсии (Наталия Рамирес), которая тоже занимает руководящую должность в компании.
Будучи профессионалом, за короткое время Бетти становится не только правой рукой Армандо, но и поднимается до должности помощницы президента, но получает маленькую зарплату. Армандо доверяет Бетти, она в свою очередь помогает ему скрывать его измены, из-за чего начинается вражда с Марселой.
Бетти также постоянно противостоит оскорблениям и интригам Патрисии Фернандес (Лорна Пас), ещё одной секретарши президента и близкой подруги Марселы. Патрисия хочет добиться увольнения Бетти, чтобы получить должность помощницы президента, несмотря на свою абсолютную некомпетентность. В этом её поддерживает Марсела.
Бетти тайно влюбляется в Армандо. Она признаётся своим коллегам по работе, что любит богатого и красивого бизнесмена. Тем не менее, Бетти не говорит им, что это Армандо, а выдаёт за него Николаса Мору (Марио Дуарте), её лучшего и единственного друга. Николас с детства поддерживает Бетти, он такой же хороший экономист, как и она, и также не может найти работу из-за своей внешности.
Армандо соперничает за кресло президента компании с Даниелем Валенсией (Луис Меса), братом Марселы и акционером «Экомоды». Совет директоров решает, что Армандо должен будет отдать пост президента Даниелю через год, если не достигнет целей, обещанных во время избрания.
Будучи президентом Армандо, поддавшись эмоциям, принимает ряд неверных решений, из-за чего «Экомода» претерпевает серьезные финансовые потери, которые приводят к банкротству. Чтобы спасти компанию, Армандо решает создать вторую компанию, которая берёт в залог «Экомоду», чтобы избежать эмбарго со стороны истинных кредиторов. Вторая компания основана на капитале Армандо и называется «Террамода», но юридически её владельцем является Бетти, что впоследствии делает её фактически владельцем и «Экомоды». Таким образом «Экомода» избегает подозрений со стороны реальных кредиторов. Стратегия по выводу компании из кризиса хранится в секрете, об этом знают только Бетти, Армандо и Марио Кальдерон (Рикардо Велес), коммерческий вице-президент «Экомоды» и близкий друг президента. Армандо просит Бетти подправить финансовые отчёты, которые будут показаны акционерам, чтобы совет директоров не узнал о реальной ситуации в компании и не отдал пост президента Даниелю.
Бетти нанимает Николаса в качестве главного менеджера по финансам «Террамоды» и делится с ним реальной ситуацией в компании. Армандо и Марио узнают о назначении Николаса и о том, что он, по слухам, жених Бетти. Это заставляет их думать, что Бетти и Николас могут забрать себе обе компании. Чтобы спасти «Экомоду» и обеспечить лояльность Бетти, Армандо и Марио решают, что Армандо должен влюбить в себя Бетти. Армандо неохотно соглашается несмотря на внешность Бетти. Она, со своей стороны, считает, что Армандо искренне любит и соглашается иметь с ним тайные отношения, пользуясь тем, что никто не заподозрит, что Армандо может иметь дело с такой женщиной, как Бетти, поскольку он настоящий «Дон Жуан», постоянно изменяющий Марселе с самыми красивыми моделями. Марсела начинает подозревать, что у Армандо появилась любовница и на этот раз отношения более глубокие, чем обычно и очень беспокоится о том, что свадьба может не состояться.
Недели идут, Бетти влюбляется всё больше, Армандо уже не противно целовать Бетти, он начинает видеть, какой прекрасный человек она на самом деле. Он влюбляется в неё, но скрывает свои чувства перед Марио, который постоянно издевается над Армандо за то, что тот целует такую уродину. Хотя Армандо действительно любит Бетти, он решает не рассказывать ей об их с Марио плане, думая, что если Бетти узнает правду, их отношениям придёт конец.
Марио на некоторое время улетает из Боготы, оставляя Армандо пакет с открытками, подарками и инструкцией, как продолжать фальшивый роман. Бетти обнаруживает пакет и читает письмо. Она опустошена — её снова использовали. Каталина Анхель (Кельмира Лусардо), специалист по связям с общественностью «Экомоды», помогает ей справиться с эмоциями.
На следующий день Бетти решает отомстить Армандо и постепенно заставляет его поверить, что они с Николасом действительно хотят забрать себе обе компании — на деньги «Террамоды» она покупает дорогую машину, ведёт подруг в дорогой ресторан, делая вид, что тратит деньги компании, а Николас притворяется её женихом и владельцем и «Террамоды», и машины, которую он якобы по своей доброте периодически даёт Бетти. Армандо безуспешно пытается отвоевать Бетти у Николаса, не зная, что Бетти известны истинные мотивы его любви и она уверена, что несмотря на обещания Армандо их брак с Марселой состоится.
На следующем совете директоров Бетти раскрывает истинную ситуацию в компании, после чего Армандо и Марио вынуждены подать в отставку. Бетти также показывает им обоим, что знает правду о фальшивом романе. Во время ухода Бетти вынуждена отдать мусорный пакет с открытками, подарками и инструкцией Марселе, которая решает отменить свадьбу с Армандо. Армандо пытается объяснить Бетти, что его чувства к ней реальны, но она больше не верит. Бетти увольняется и оставляет все вещи компании и документы на «Террамоду», с помощью которых акционеры смогут вернуть контроль над компанией и ликвидировать «Террамоду».
Сразу же после отставки Бетти начинает работать ассистентом Каталины Анхель, они отправляются в Картахену, чтобы принять участие в организации Национального конкурса красоты. Там Бетти рассказывает Каталине правду о том, что произшло в «Экомоде», а также о её романе с Армандо. Каталина в свою очередь постепенно помогает Бетти улучшить свою внешность и измениться внутренне. Бетти встречает Мишеля Донель (Патрик Дельмас), друга Каталины и французского бизнесмена, живущего в Картахене. Между ними возникает симпатия.
Совет директоров ищет Бетти, так как некоторые юридические документы она оформила неправильно. Бетти просит домашних не говорить о её местонахождении, чтобы не навлечь гнев акционеров на Каталину, также Бетти не может бросить Каталину — она нужна ей как ассистент. Вместо себя на переговоры Бетти отправляет Николаса. При помощи адвокатов акционеры понимают, что стратегия, придуманная Армандо, — единственный способ сохранить компанию от кредиторов, выплатить все долги и вывести компанию из кризиса. Но для этого им нужна помощь Бетти — она должна сохранить эмбарго «Террамоды» над «Экомодой» ещё на полгода, стать временным президентом обеих компаний и лично вести переговоры с банками и другими кредиторами.
После окончания конкурса Каталина помогает Бетти простить Армандо, а сразу после прибытия домой Бетти вынуждена согласиться занять предложенный пост. В ответ она выдвигает несколько условий и назначает Николаса финансовым вице-президентом. Отец Бетти становится главным бухгалтером обеих компаний.
Будучи президентом «Экомоды», Бетти предлагает свою коммерческую стратегию — компания начнёт шить красивую одежду и для обычных женщин немодельной внешности, а в магазинах покупателям начнут помогать советами и подбирать одежду и стиль точно так же, как Каталина в своё время помогла Бетти. Таким образом компания сможет увеличить долю рынка. Армандо тоже предлагает свою стратегию, после чего на месяц улетает из Колумбии. Коммерческая стратегия успешна и «Экомода» начинает быстро восстанавливаться. Несмотря на свой успех, у Бетти всё ещё очень напряженные отношения с Марселой и Даниелем. Армандо продолжает осаждать Бетти, но она больше не может ему доверять. Это заставляет Бетти подать в отставку и принять предложение Мишеля о новой работе в Картахене.
Узнав об этом, Армандо заявляет о своем намерении уйти, чтобы оставить Бетти в покое и не дать ей покинуть пост президента, оставив Экомоду на растерзание кредиторов. Однако Бетти не намерена отказываться от своего решения уйти. Даниель готовится стать президентом и распродать компанию.
Узнав об этом, Марсела решает рассказать Бетти правду о чувствах Армандо и о том, что происходило с ним, когда Бетти ушла из компании. Марсела просит Бетти не оставлять Армандо — она любит его достаточно, чтобы пожелать ему счастья даже с Бетти.
После беседы с Марселой Бетти мирится с Армандо и они двое остаются руководить компанией. Даниель снова остаётся ни с чем.
Марсела и Патрисия уходят из «Экомоды».
Под руководством Бетти компания полностью восстанавливается за несколько месяцев, «Террамода» закрыта, а Бетти становится постоянным президентом. Спустя короткое время Бетти и Армандо женятся.

## Персонажи
| Актер                   | Персонаж                             | Описание персонажа |
| ----------------------- | ------------------------------------ | --- |
| Ана Мария Ороско        | Беатрис Аврора «Бетти» Пинсон Солано | Секретарь Армандо Мендосы, позже стала помощницей президента и фактически выполняла обязанности вице-президента по финансам, получая зарплату вдвое меньше, чем у Патрисии, второй секретарши президента. Дочь Эрмеса и Хулии. Из-за некрасивой внешности и немодной одежды над ней постоянно насмехаются Марсела, Патрисия и Уго. С другой стороны смогла подружиться с командой секретарш. Трудолюбива, молча терпит оскорбления и издевательства окружающих, но умеет грамотно проводить деловые переговоры. Влюбляется в Армандо, но когда узнает об их с Марио плаен, подставляет их на совете, представив настоящий отчет о делах компании. Позже работает с Каталиной Анхель на конкурсе красоты, где Каталина помогает Бетти измениться внутренне и внешне, а также простить Армандо. Позже по просьбе Роберто Мендосы занимает пост президента Экомоды, чтобы вывести компанию из кризиса. |
| Хорхе Энрике Абельо     | Армандо Мендоса Саэнс                | Президент Экомоды, жених Марселы Валенсии, лучший друг Марио Кальдерона. Постоянно изменяет своей невесте, давая Марселе повод для ревности. Сын Роберто и Маргариты. По-началу безразличен к Бетти, но позже начинает доверять ей все свои дела и отношения с моделями. Соперничает с Даниелем. Принимает ряд неверных решений, из-за чего Экомода влезает в долги. На случай банкротства создает подставную фирму и делает Бетти ее руководителем, фактически отдав ей в руки Экомоду. Узнав о Николасе, перестает им доверять и по совету Марио начинает с Бетти отношения из-за страха, что Николас отнимет у них компанию. Постепенно влюбляется и начинает страдать, когда Бетти уходит из фирмы. Долгое время пытается убедить ее в своих чувствах. Еще до прихода Бетти разлюбил Марселу и оставался с ней ради поддержки на совете директоров и нежелания обидеть разрывом отношений. |
| Марио Дуарте            | Николас Мора                         | Лучший друг Бетти, живущий по соседству, главный менеджер по финансам «Террамоды», позже стал финансовым вице-президентом «Экомоды». В начале периодически становился жертвой издевательств со стороны уличных хулиганов. Как и Бети — очень умен, имеет высшее экономическое образование, серьезно относится к своей работе, но как и Бетти плохо одет. Влюблён в Патрисию и создает позже с ней сомнительные отношения, а она встречается с ним исключительно ради денег и машины, которую нужно срочно выкупить, иначе суд ее продаст. Николас долгое время закрывает глаза на поведение Патрисии, но потом окончательно разочаровывается и разрывает с ней «отношения». |
| Рикардо Велес           | Марио Кальдерон                      | Коммерческий вице-президент «Экомоды», лучший друг Армандо, ловелас. Наряду с Бетти решает критические и тайные вопросы развития компании. Имеет нейтральные отношения с Бетти, хотя нередко открыто выражает к ней свою антипатию. Из-за своего ветреного отношения к девушкам заслужил дурную репутацию. Ещё в начале заметил любовь Бетти к Армандо. В конце уходит из компании из-за того, что Армандо его побил. |
| Наталия Рамирес         | Марсела Валенсия                     | Невеста Армандо, младшая сестра Даниеля и Марии Беатрис. Постоянно изводит Армандо своей ревностью, хотя тот неоднократно дает ей повод. Директор отдела продаж «Экомоды», одна из акционеров. Категорически против присутствия Бетти и вместе с Патрисией пытается выкурить ее из компании. В конце рассказывает Бетти правду о том, что происходило с Армандо в то время, как она работала в Картахене. Уговаривает не бросать Армандо. |
| Лорна Пас               | Патрисия Фернандес                   | Вторая секретарша Армандо, лучшая подруга Марселы, позже — её личная секретарша, бывшая жена Маурисио Бригмана. Устроилась на работу лишь благодаря дружбе с Марселой. Шесть семестров проучилась в Сан Марино на финансовом, но бросила учебу, чтобы выйти замуж, вскоре развелась. Абсолютно некомпетентна, не любит работать и пытается все поручения свалить на других, что ей плохо удается. Постоянно опаздывает, так как любит поспать. Постоянно настраивает Марселу против Бетти и других секретарш, подначивает шпионить за Армандо. Из-за безнаказанности долгое время издевалась над Бетти, пытаясь выкурить ее из компании и шпионила для Даниеля. Позже становится жертвой коллективной травли со стороны секретарш. Привыкла жить в роскоши и абсолютно не умеет распоряжаться деньгам, потому влезла в большие долги и вскоре потеряла мобильный телефон и машину, кредитную карту заблокировали, а из спортивного клуба выкинули. После добровольного ухода Марселы сбегает вслед за ней. |
| Луис Меса               | Даниель Валенсия                     | Старший брат Марселы и Марии Беатрис, жаждет заполучить в свои руки компанию «Экомода» и разными способами пытается выгнать оттуда Армандо путём разжигания скандалов. Очень груб, прямолинеен, склонен говорить правду людям в глаза. Какое-то время встречался с Патрисией, чтобы та шпионила в его пользу, однако позже начинает издеваться над ней и унижать. После раскрытия махинаций Армандо хочет распродать фирму, чтобы забрать свою долю. После преображения Бетти пытается перетянуть ее на свою сторону. |
| Хулиан Аранго           | Уго Ломбарди                         | Дизайнер «Экомоды». Открытый гомосексуал. Частый гость гей-клуба «Мальтийский сокол». Эгоистичен, часто впадает в приступы гнева и шантажирует своим увольнением, пользуясь своим важным положением в компании. Склонен судить женщин исключительно по их внешности, поэтому ненавидит Бетти, кидается без причин оскорблениями в её адрес и обвиняет в намеренном преследовании. Интриган. Привязан к Инессите, прислушивается к Марселе, хорошо общается с Патрисией. |
| Хорхе Эррера            | Эрмес Пинсон Галарса                 | Муж Хулии, отец Бетти, бухгалтер «Террамоды», позже — главный бухгалтер «Террамоды» и «Экомоды». Всегда волнуется за Бетти и постоянно требует, чтобы она не поздно приходила с работы, из-за чрезмерной заботы о дочери нередко создаёт для неё новые проблемы или неудобные ситуации. Очень гордится образованием своей дочери. |
| Адриана Франко          | Хулия Солано де Пинсон               | Жена Эрмеса Пинсон Галарса, мать Бетти, домохозяйка. Хорошо готовит. Очень любит дочь. |
| Дора Кавадид            | Инес «Инессита» Рамирес              | Помощница дизайнера Уго Ломбарди. Пожилая и доброжелательная женщина, любит работать. Дружит с Бетти и секретаршами, выступает в качестве мудрого посредника, однако не одобряет их сплетни. |
| Стефания Гомес          | Аура Мария Фуэнтес                   | Секретарь в приемной «Экомоды», позже стала секретарем Бетти, мать-одиночка, имеет маленького сына, девушка Фредди. |
| Паула Пена              | София Лопес, бывшая Родригес         | Помощница финансового директора «Экомоды» Густаво Аларте, затем Николаса и главного бухгалтера Эрмеса Пинсона, отца Бетти. Бывшая жена Эфраина Родригеса, мать двоих детей. Ревнует бывшего мужа к любовнице Дженни, постоянно устраивает скандалы мужу за то, что тот не платит алименты. Очень эмоциональна и любит посплетничать, из-за чего часто попадается. |
| Лукес Веласкес          | Берта Муньос де Гонсалес             | Секретарь Гутьерреса, замужем. Вместо покупки машины потратила деньги мужа не липосакцию. Вскоре забеременела и снова набрала вес. |
| Марсела Посада          | Сандра Патино                        | Секретарь Марио Кальдерона, позже — Марио и Армандо. |
| Мария Эухения Арболеда  | Мариана Вальдес                      | Секретарь Марселы, позже стала работать в приемной. Любит гадать на картах и ее гадания обычно сбываются. Имеет африканские корни. |
| Хулио Сесар Эррера      | Фредди Стюарт Контрерас              | Курьер «Экомоды», влюблен в Ауру Марию. Долгое время добивался ее сердца. Ревнив. |
| Кельмира Лусардо        | Каталина Анхель                      | Специалист по связям с общественностью, часто работает с Экомодой. Никогда не поддерживала руководство Экомоды в насмешках над Бетти. Помогает Бетти справиться с депрессией. Позже берет ее к себе на работу, увидев в ней хорошего профессионала, но потом сближается и становится близкой подругой. Помогает Бетти преобразиться внешне и измениться внутренне. |
| Кепа Амучастеги         | Роберто Мендоса                      | Бывший президент «Экомоды», муж Маргариты, отец Армандо. |
| Талу Кинтеро            | Маргарита Саэнс де Мендоса           | Жена Роберто Мендосы, мать Армандо. |
| Альберто Леон Харамильо | Сауль Гутьеррес                      | Начальник отдела кадров «Экомоды», женат, но постоянно ей изменяет. Дамский угодник. |
| Марта Исабель Боланьос  | Дженнифер «Дженни» Гарсия            | Бывший промоутер в супермаркете, модель для примерки «Эмомоды», любовница Эфраина Родригеса. Интриганка, намеренно провоцирует Софию на скандалы. |
| Сауль Санта             | Эфраин Родригес                      | Бывший муж Софии, отец ее детей, любовник Дженни Гарсия. Тратя деньги на любовницу, почти не платил алименты бывшей жене, из-за чего угодил в тюрьму, но вскоре выбрался, продав машину. Потерял работу. |
| Давид Рамирес           | Вильсон Састоке                      | Охранник «Экомоды». Сначала относился к Бетти с издевкой, но позже стал лояльнее. |
| Патрик Дельмас          | Мишель Донель                        | Друг Каталины Анхель, француз. С искренней симпанией относится к Бетти, приглашает ее работать в Картахену. |
| Карлос Серрато          | Густаво Оларте                       | Бывший финансовый директор «Экомоды», работал на Даниеля, добывая для него информацию. Замешан в поломке компьютера Бетти, из-за чего его уволили. |
| Луис Энрике Рольдан     | Хулиан Мануэль Сантамария            | Адвокат «Экомоды» по финансам. |
| Сесар Мора              | доктор Антонио Санчес                | Адвокат «Террамоды» и Бетти. |
| Эйас Рима Нассифф       | доктор Росалес                       | Адвокат «Террамоды» и Бетти. |
| Пилар Урибе             | Мария Беатрис Валенсия               | Сестра Марселы и Даниеля Валенсия. Хотя она является акционером компании, мало смыслит в экономике и её участие в компании сводится к минимуму. Интересуется пластической хирургией и путешествиями. |
| Диего Кавидад           | Роман                                | Хулиган, сосед Бетти и Николаса. |